# 春も嵐も
「春も嵐も」（はるもあらしも）は、山崎まさよし通算25枚目のシングル。2009年4月1日発売。制作はNAYUTAWAVE RECORDS、発売・販売元はユニバーサルミュージック合同会社。

## 解説
2009年初めてのシングル盤で、表題曲「春も嵐も」はハウス食品「ウコンの力」のコマーシャルソング。当CMには秦基博、杏子、元ちとせとともに山崎自身も出演した。
カップリング曲の「ア・リ・ガ・ト」は、2009年1月15日から2月11日にかけて実施されたオフィシャル・ファンクラブ会員向けのイベント・ツアー“ONE KNIGHT in BOOGIE HOUSE 2009”で初披露された描き下ろし楽曲。ほか、「春も嵐も」と同様に、「ウコンの力」2008年度冬季のCMに起用された前作シングル「Heart of Winter」のライヴ・バージョンも収録されている。このライヴ音源は、上記ファンクラブ・ツアー、渋谷C.C.Lemonホール公演（2009年1月21日）のもので、弾き語りで披露されている。
初回限定盤は、CM撮影時のオフ・ショットやCMそのものを収めたDVDがセットになっている（規格品番：UPCH-89052）。また、ジャケット写真が異なるCDのみの通常盤も発売された（規格品番：UPCH-80122）。
CDパッケージ内には、同年3月5日からスタートした全国ツアー「Yamazaki Masayoshi “Walkin' in my shoes”Tour 2009」のスケジュール、及びアルバム情報等が記載されたフライヤーが封入されている。

## 収録曲

### CD
1. 春も嵐も（3:46） 
  - 作詞・作曲・編曲: 山崎将義
  - ハウス食品「ウコンの力」CMソング
  - テレビ神奈川『saku saku』 2009年4月第2週エンディングテーマ
2. ア・リ・ガ・ト（4:14） 
  - 作詞・作曲・編曲: 山崎将義
3. Heart of Winter -ONE KNIGHT in BOOGIE HOUSE 2009 @ 渋谷C.C.Lemonホール on 1/21/2009-（4:09）
  - 作詞・作曲・編曲: 山崎将義
4. 春も嵐も -Instrumental-（3:46）
5. ア・リ・ガ・ト -Instrumental-（4:11）

### DVD
- ハウス食品「ウコンの力」CM撮影の裏側を収録したメイキング映像
- CM 5Version

## 演奏
- 山崎まさよし：Vocal, Instruments, Programming (#1.2)
- 江川ゲンタ：Drums (#1.2)
- 村田陽一：Trombone, Horn Arrangement (#1)
- 菅坂雅彦：Trumpet (#1)
- 山本拓夫：Tenor Sax, Baritone Sax (#1)

## 関連作品
- 春も嵐も

IN MY HOUSE
- ア・リ・ガ・ト

IN MY HOUSE
- Heart of Winter

IN MY HOUSE
- Heart of Winter（Live Version） - アルバム未収録